# Synagoga na Pawiaku w Warszawie
Synagoga na Pawiaku w Warszawie – nieistniejący obecnie dom modlitwy, który znajdował się w Warszawie, w więzieniu śledczym na Pawiaku, przy ulicy Dzielnej 24.

## Historia
Synagoga założona w 1927 roku, z inicjatywy Towarzystwa Tomchej Asurim, które wspomagało więźniów wyznania żydowskiego. Na uroczystym otwarciu synagogi byli obecni m.in. inspektor więzienia F. Kucharski, prof. dr Mojżesz Schorr, Roman Rosenberg, rabin Michelson, kantor Gerszon Sirota, rabin Ryczywół oraz rabin Chaim Pozner. Nie wiadomo do kiedy modlitewnia funkcjonowała, ale prawdopodobnie została zdewastowana przez hitlerowców zaraz na początku II wojny światowej. Podczas powstania warszawskiego Pawiak został wysadzony w powietrze.

## Architektura
Synagoga była ulokowana na trzeciej kondygnacji, o czym świadczy kształt okien, widoczny na jedynym zachowanym zdjęciu wnętrza sali. Przy ścianie wschodniej stała ozdobna szafa, pełniąca rolę Aron ha-kodesz, na szczycie której znajdowały się tablice Dekalogu, które były adorowane prawdopodobnie przez parę lwów. 
Drzwi Aron ha-kodesz zasłonięte były ozdobnym parochetem, na środku którego widniała gwiazda Dawida, a pod nią hebrajska inskrypcja. Po lewej stronie szafy stał pulpit kantora, natomiast po prawej wisiał obraz z hebrajską inskrypcją. Rolę bimy pełnił stół ze skromnym nakryciem. Ściany synagogi były skromnie udekorowane - na środku przebiegał pas, na którym widniały na przemian kwiat i liście, zaś górna część ściany była udekorowana dwoma cienkimi pasami z różnymi wzorkami.